# Аша
Аша (на руски: Аша) е град в Русия, административен център на Ашински район, Челябинска област. Населението му към 1 януари 2018 година е 29 692 души.